# ポルト・パラディーゾ・ウォーターカーニバル
『ポルト・パラディーゾ・ウォーターカーニバル』(Porto Paradiso Water Carnival)は、2001年9月4日から2006年5月7日まで東京ディズニーシーで開催されていた水上ショーの名称。

## 概要
メディテレーニアンハーバーの「ポルト・パラディーゾ」に伝わる（架空の）伝説を再現するお祭りである。伝説の概要を以下に記述する。
小さな美しい島の王国を治めるダニエラ姫は、海の彼方にあるというパラダイスを求めて船出する。ダニエラ姫に付き従うのは、冒険家、発明家、芸術家、シェフといった王国の勇者達。 船にはお姫様の高価な品々、そしてこの王国の海のお守りといわれる古びたコンパスが積み込まれた。
一年におよぶ航海だったが、ダニエラ姫達はパラダイスを見つけることが出来ずにいた。そんなある日、船は嵐に巻き込まれる。船は壊れ、高価な品々もダニエラ姫も海に投げ出される。絶望の淵に沈んだダニエラ姫の目に、波間に浮かぶ古びたコンパスが映った。ダニエラ姫は最後の力を振り絞って泳ぎ、古びたコンパスを手にする。その時、ダニエラ姫の心に海の声が響いた。
「あなたにとって本当に大切なものは?」
姫は答えた。
「私の本当に大切なものは、今ここに居る仲間と王国の人々の未来です!」
すると、嵐は静まり、やがて、美しい島が見えてきた。伝説のパラダイスと思えたその島こそ、懐かしい故郷の姿であった。ダニエラ姫は「この国こそ探し求めていたパラダイスだったのだ」と気づき、港をポルト・パラディーゾと名付けた。そして、この日を「本当に大切なものは何か」を思い出す日として、港では毎年カーニバルが行われることになった。

また、2006年5月7日の終了に伴い、同年4月5日から5月7日まで従来通りの昼公演に加え、夜にはスペシャルバージョン「ポルト・パラディーゾ・ウォーターカーニバル “エテールノ”」が開催された。

## 登場人物

### ディズニーキャラクター
- ミッキーマウス … 司会
- ドナルドダック … 探検家
- チップとデール … 芸術家
- グーフィー … 発明家
- ミニーマウス … ダニエラ姫
- プルート … シェフ

### ダンサー
- 各上陸地点に登場する。
  - ストーリーテラー … 緑バンダナに赤マント。帽子を被っていることもある。
  - アドヴァイザー … 黄色帽子に青マスク。手品で花を出す男性。
  - ジェスター … 三角帽子、仮面なし。ジャグリングをする男性。
  - ハーレクイン … 白服白帽子に仮面の女性四人。一人だけ帽子がちがう。
  - ヴェネツィアンレディ … 上広がりの帽子に仮面、赤緑青の色違いの女性三人
  - シップホイール … 船型の頭飾りをした女性。
  - フールズ … 仮面の男性三人。赤か青の服に帽子。
- 各キャラクターの船に同乗して登場する。
  - トランペッター … ミッキーの船
  - エクスプローラー … ドナルドの船
  - アーティスト … チップとデールの船
  - インヴェンター … グーフィーの船
  - レディ・イン・ウェイティング … ミニーの船
  - シェフ … プルートの船
- ドルフィンクラフト … イルカ型の水上バイク。12艇のうち4艇は、ショーの中盤でカイトを揚げる。後期版では、他8艇は水上に航跡の波で3つの輪、ミッキーフェイスを描く。

## メディア

### CD
前期版のサウンドトラックがCDとして発売されている。『東京ディズニーシー ポルトパラディーゾ/Tokyo DisneySea PORTO PARADISO WATER CARNIVAL』。台詞などは、前期版の最も初期の頃のものを収録している。 “エテールノ”の部分は『東京ディズニーリゾート ドリームス・オブ・25th〜リメンバー・ザ・ミュージック』に初収録された。

### DVD
後期版のショーを収録したDVDが2006年3月17日に『東京ディズニーシーさよならポルト・パラディーゾ・ウォーターカーニバル』というタイトルで発売された。しかし、このDVDは、ショー冒頭のストーリーテラー(解説)の部分で、イルカ・コンパス・荷物についての部分が省略されている。